# دانيال أوليفر
دانيال أوليفر (1830-1916) (بالإنجليزية: Daniel Oliver)‏ هو عالم نبات بريطاني.